# Мария Спану
Мария Спану̀ или Спаномария (на гръцки: Μαρία Σπανού, Σπανομαρία) е гръцка революционерка, участничка в Гръцката война за независимост.

## Биография
Мария Спану е родена в костурската паланка Хрупища, тогава в Османската империя, днес Аргос Орестико, Гърция. По произход е влахиня. При избухването на Гръцкото въстание се присъединява към въстаниците заедно с двамата си братя Евангелос Спанос и Стерьос Спанос. След смъртта на братята си поема ръководството на военната им част. Опитва се да вдигне въстание в Костурско и след неуспеха си с цялото си семейство се мести в Нигрита. Семейството ѝ приема фамилията Спаномария.